# Nehalennia minuta
Nehalennia minuta is een libellensoort uit de familie van de waterjuffers (Coenagrionidae), onderorde juffers (Zygoptera).
De wetenschappelijke naam van de soort werd in 1857 als Trichocnemys minuta gepubliceerd door Edmond de Selys Longchamps.